# Старобілокатай
Ста́робілоката́й (рос. Старобелокатай) — село у складі Білокатайського району Башкортостану, Росія. Адміністративний центр Старобілокатайської сільської ради.
Населення — 825 осіб (2010; 913 у 2002).
Національний склад:
- росіяни — 85 %

## Уродженці
- Дятлов Гнат Семенович (1925—1999) — командир стрілецького взводу, Герой Радянського Союзу.